# Geoff Rowley

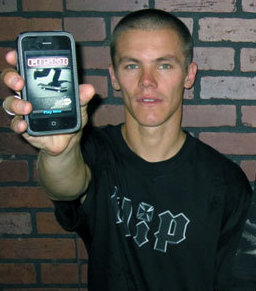
Geoff Rowley

Geoffrey Joseph Rowley (Liverpool, 6 juni 1976), is een professioneel Brits skateboarder. Hij skate sinds 1989 en zijn eigen trick is de Rowley Darkslide. Dit is een variatie op de gewone 'darkslide', uitgevonden door Rodney Mullen.
Rowley is een overtuigd vegetariër.

## Prijzen
In 2000 is Geoff tot Skater Of The Year verkozen door Thrasher Magazine.